# Habenaria furcifera
Habenaria furcifera är en orkidéart som beskrevs av John Lindley. Habenaria furcifera ingår i släktet Habenaria och familjen orkidéer. Inga underarter finns listade i Catalogue of Life.